# Tudu järv
Tudu järv är en sjö i Estland.   Den ligger i landskapet Lääne-Virumaa, i den centrala delen av landet, 120 km öster om huvudstaden Tallinn. Tudu järv ligger 85 meter över havet. Arean är 0,54 kvadratkilometer. I omgivningarna runt Tudu järv växer i huvudsak blandskog. Den sträcker sig 1,4 kilometer i nord-sydlig riktning, och 1,2 kilometer i öst-västlig riktning.